# Марьямс, Артём Станиславович
Артём Станиславович Марьямс (19 июля 1980, Кировск, Мурманская область — 11 августа 2022) — российский хоккеист, защитник.

## Биография
Начинал играть в Апатитах, воспитанник ДЮСШ Архангельск. В первенстве России дебютировал в сезоне 1996/97 первой лиги в составе «Торпедо-2» Ярославль. В январе 1999 года перешёл в клуб РХЛ «Нефтехимик» Нижнекамск. Перед сезоном 1999/2000 был отдан в аренду в нижегородское «Торпедо». Проведя шесть матчей, вернулся в ярославское «Торпедо». В ноябре 2001 был отдан в аренду в «Амур». Играл в Суперлиге за московский «Спартак» (начало сезона 2002/03) и «Сибирь» (2002/03 — 2003/04). В мае 2004 появилась информация о подписании контракта Марьямсом с новокузнецким «Металлургом», однако сезон 2004/05 он провёл в высшей лиге в составе нижегородского «Торпедо». Через год вновь подписал соглашение с «Металлургом». Проведя четыре матча в Суперлиге и шесть — за вторую команду, вернулся в «Торпедо». Выступал за «Автомобилист» Екатеринбург (2006/07), вновь за «Металлург» в КХЛ (2007—2008). В конце 2008 года расторг контракт и доиграл сезон в «Динамо» Минск, после чего завершил карьеру.
Бронзовый призёр юниорского чемпионата Европы 1998 года. Победитель молодёжного чемпионата мира 1999 года. Серебряный призёр молодёжного чемпионата мира 2000 года.
Был тренером, работал в ярославской школе «Локомотив-2004». Скончался 11 августа 2022 года в возрасте 42 лет.